# Бібоп і Рокстеді
Бібоп та Рокстеді (англ. Bebop and Rocksteady) — персонажі творів про черепашок-ніндзя, мутанти, помічники Шреддера. Вперше з'явилися в мультсеріалі «Черепашки-Ніндзя» 1987 року, також є босами рівнів в іграх про черепашок-ніндзя. Імена героїв означають музичні стилі. Бібоп — це стиль у джазі. Рокстеді — ямайський стиль музики, що передував регі.
Бібоп нагадує людиноподібного кабана, а Рокстеді — носорога. Попри те, що вони з ентузіазмом беруться виконувати будь-яке доручення Шреддера, обидва не вирізняються кмітливістю і повсякчас провалюють доручені їм завдання.

## Розробка образу
Бібоп і Рокстеді не фігурували в оригінальних коміксах Істмена та Лейрда. Потім автори продали права на персонажів Viacom. Бібопа та Рокстеді пізніше вигадав Лейрд для серії іграшок від Playmates. Персонажі тоді не мали особливих деталей особистості чи передісторії (деякі джерела заперечують стосунок Лейрда до створення цих персонажів).
Більшу частину їхньої історії та походження, включно з їхніми іменами та особистістю, було надано в анімаційному серіалі 1987 року. Сценарист Девід Вайз додав цих персонажів і конкретизував їх після того, як продюсер Фред Вулф дав йому вказівки додати більше мутантів.
Лейрд стверджував, що якби права були в нього, в історіях про черепашок не було б таких «безглуздих, дурних персонажів, як Бібоп і Рокстеді». Для фільму «Черепашки-ніндзя» 1991 року через правові суперечності замість Бібопа та Рокстеді було придумано інших мутантів: черепаху Токка та вовка Разара.

## Появи в творах

### Комікси
Бібоп і Рокстеді фігурують як епізодичні лиходії у серії «Archie Comics», де вони працюють на Шреддера, а потім займаються бандитизмом самостійно. Згодом їхня тваринна частина бере гору і обоє звільняють інших мутантів, щоб жити з ними серед природи в паралельному світі.
У коміксах від IDW Бібоп і Рокстеді постають як значно небезпечніші лиходії.
Крім того в коміксі «Sonic Universe» № 29 2011 року від Ієна Флінна та Трейсі Ярдлі можна побачити Бібопа та Рокстеді у в'язниці.

### Анімаційний серіал 1987
До мутації Бібоп і Рокстеді були частиною вуличної банди в Нью-Йорку, що працювала на Шреддера. Рокстеді був невисоким і кремезним білим чоловіком, блондином. Він носив армійські камуфляжні штани, а потім штани карго, а також іноді армійський шолом. Бібоп був вищим афроамериканцем із фіолетовим ірокезом. Разом з іншими членами банди їх послали зупинити репортерку Channel 6 Ейпріл О'Ніл, яка вела репортажі про злочинність у місті. Ейпріл втекла в каналізацію, де зустріла черепашок-ніндзя, які потім перемогли банду в сутичці. Шреддер після цієї невдачі вирішив перемогти черепах, створивши власних мутантів. Бібоп і Рокстеді легковажно погодилися пройти процедуру, щоб помститися черепашкам-ніндзя. Бібоп мутував у гуманоїдного кабана, а Рокстеді — в гуманоїдного носорога. Хоча обоє стали фізично сильнішими, але лишилися некмітливими бандитами, тому їхня бойова ефективність суттєво не змінилася. У фіналі 8-го сезону черепашки-ніндзя знищили двигуни бази Шреддера, Технодрому, і Бібоп та Рокстеді лишилися в Вимірі X.

### Анімаційний серіал 2003
У «Черепашках-ніндзя» 2003 року Бібоп і Рокстеді відсутні, але є посилання на Рокстеді: людиноподібний носоріг Ґен одягнений, як він.

### «Черепахи назавжди»
У анімаційному фільмі «Черепахи назавжди» версії Бібопа та Рокстеді 1987 року повернулися. Рокстеді випадково спіткнувся і вимкнув лазер, який загрожував Шреддеру 2003 року, тим самим урятувавши його. Але потім Рокстеді ввімкнув його, що призвело до загибелі Шреддера знову.

### Анімаційний серіал 2012
У серіалі від Nickelodeon 2012 року Бібоп і Рокстеді постають як колишній злодій Антон Зек і російський торговець зброєю Іван Стеранко. Ці версії Бібопа та Рокстеді більш розумні та компетентні, ніж у серіалі 1987 року, проте їхній образ усе ще комічний. Стеранко найняв Зека, щоб той вкрав шолом Шреддера, який зрештою опинився в черепашок-ніндзя. Потім Стеранко та Зек виявилися одними з небагатьох людей, які залишилися в Нью-Йорку після вторгнення кренґів. Вони намагалися втекти з Нью-Йорка, видавши Шреддеру Караї. Однак план не вдався і Шреддер та його поплічники, розлючені їхніми невдачами, кинули обох у чан зі спеціально підготовленим Стокманом мутагеном і перетворили Зека та Стеранко на мутантів. Надалі Бібоп і Рокстеді були змушені служити Шреддеру для впіймання Караї. Прізвиська мутантам дав Мікеланджело, побачивши оголошення про концерт у стилі бібоп і рокстеді.
Бібоп і Рокстеді безрезультатно намагалися самотужки вилікувати себе. Шреддер пізніше убив їх та ще низку персонажів, але героям разом з інопланетним кіборгом Фугітоїдом вдалося здійснити подорож у часі та завадити цьому. Потім обоє працювали охоронцями різного майна Шреддера.
Епізодично Бібоп і Рокстеді 2012 року потрапляють до світу серіалу 1987, де наймаються до тамтешніх Шреддера та Кренґа. Хоча вони досвідченіші за попередні свої версії, Греддер і Кренґ усе одно їх принижують. З часом, зрозумівши, що їхні нові начальники зовсім божевільні, Бібоп і Рокстеді приєднуються до черепашок, перемагають Шреддера і Кренґа, та руйнують Технодром, після чого вирішують покинути життя лиходіїв, щоб стати супергероями.